# Килватерна колона
Килватерна колона (строй килватер) е строй на кораби, при който плават на зададено между тях разстояние в килватерната струя, един зад друг, или по друг начин казано, в килватера един на друг.
В епохата на ветроходния флот е основен боен ред на съединенията кораби (дивизиони, ескадри, флотове) и се нарича линия на баталията (анфилада от кораби), а тактиката на действие в подобен вид морски бой – линейна тактика.
Килватерната колона е най-простият за поддържане строй, тъй като след изравняването на скоростите за рулевия на всеки следващ кораб (мателот) е достатъчно да насочва носа на своя кораб към кърмата на предния (водещ) кораб. Често се използва при плаване в теснини, по фарватера, при форсиране на минни полета. Но благодарение на простотата е за предпочитане за съвместно плаване при всякакви условия, когато е възможно.
В килватерна колона (или няколко паралелни колони) обикновено се построяват транспортите, плаващи в състава на конвоите. По време на световните войни килватерната колона се смята за основен строй на линейните кораби, но на практика се използва само в няколко сражения. Често крайцерите също водят бой в килватерна колона, макар изначално да не са строени за това.
Същото се отнася и за линейните крайцери.